# Deltocephalus butleri
Deltocephalus butleri är en insektsart som beskrevs av William Lucas Distant 1918. Deltocephalus butleri ingår i släktet Deltocephalus och familjen dvärgstritar. Inga underarter finns listade i Catalogue of Life.